# Aci Castello (hrad)
Hrad Aci Castello se nachází ve městě Aci Castello v provincii Katánie na Sicílii. Postavený byl v 70. letech 11. století. V současné době je v něm umístěno muzeum.

## Dějiny

### Počátky
Čedičový ostroh, na kterém hrad stojí, je tvořen podvodními lávovými proudy (polštáři), které mají radiometrické stáří přibližně půl miliónu let. Čedičový útes je obklopen pravěkým proudem lávy, který byl v historiografii 19. století nesprávně připisován erupci v roce 1169.
Historicky první hrad postavili v 7. století (podle jiných už v 6. století) Byzantinci na již existujícím opevnění z období říše římské snad z roku 38. Nazýval se Castrum Jacis a měl za cíl bránit obyvatelstvo před nájezdy.

### Muslimové

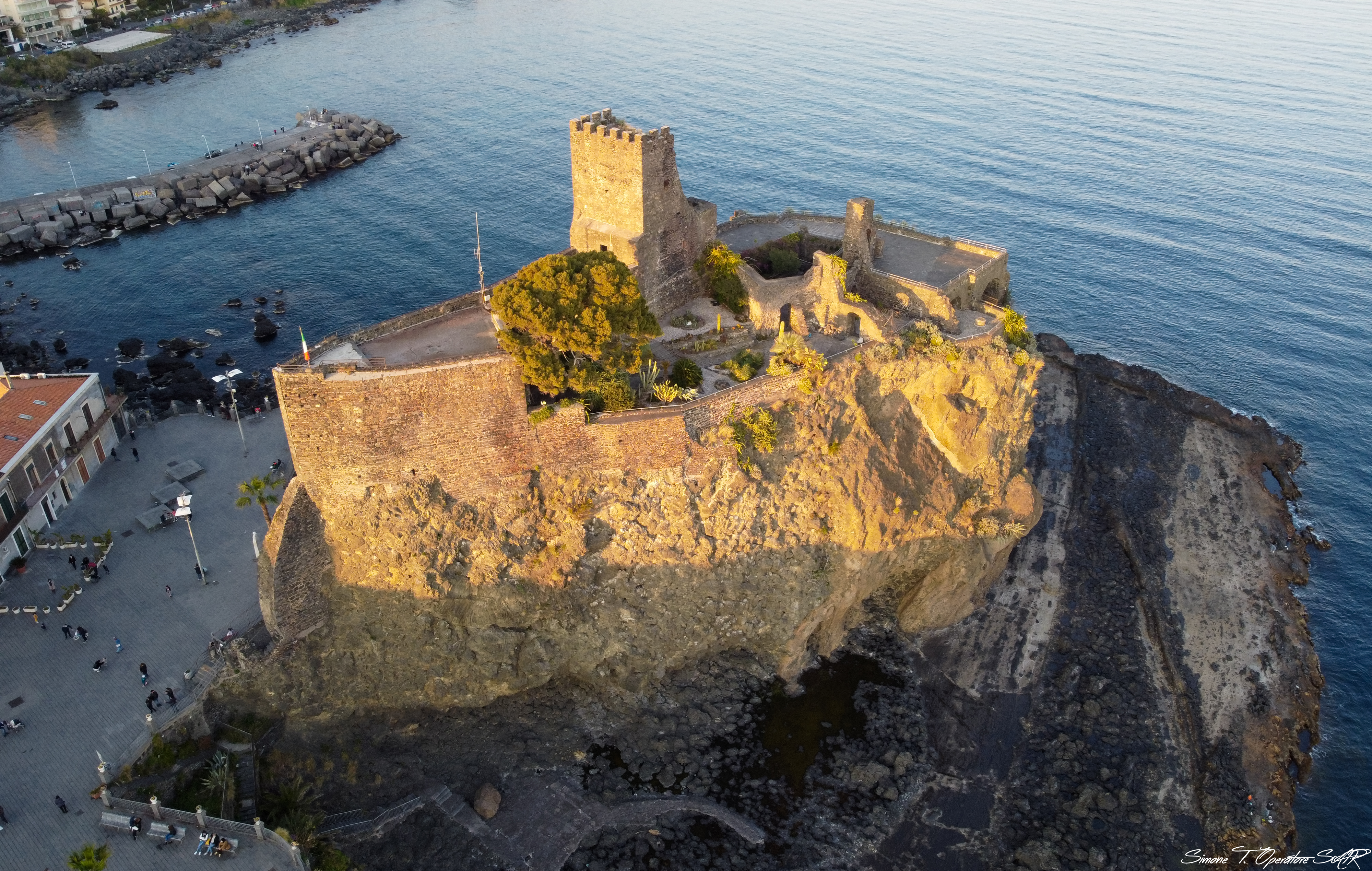
Hrad z výšky

Jakmile byla zničena a obsazena pevnost Taormina, chystal se v létě roku 902 emír Ibrahim zaútočit na hrad Aci. Obyvatelstvo, jisté porážkou, raději kapitulovalo, zaplatilo výkupné, složilo zbraně a vydalo se do rukou muslimům. Město zůstalo nedotčeno, ale hrad a opevnění byly srovnány se zemí.

V 10. století, pod arabskou nadvládou, se vesnice nazývala 'Al-Yâg nebo Lî-Yâg a podle historiografa Al Muqaddasiho byla důležitým centrem východní Sicílie. Byzantský vliv však zůstal silný, a to natolik, že spisovatel Alí ibn al-Athír ve svém díle Al-Kamil fi at-Tarikh hovoří o Aci jako o centru odporu proti muslimům.

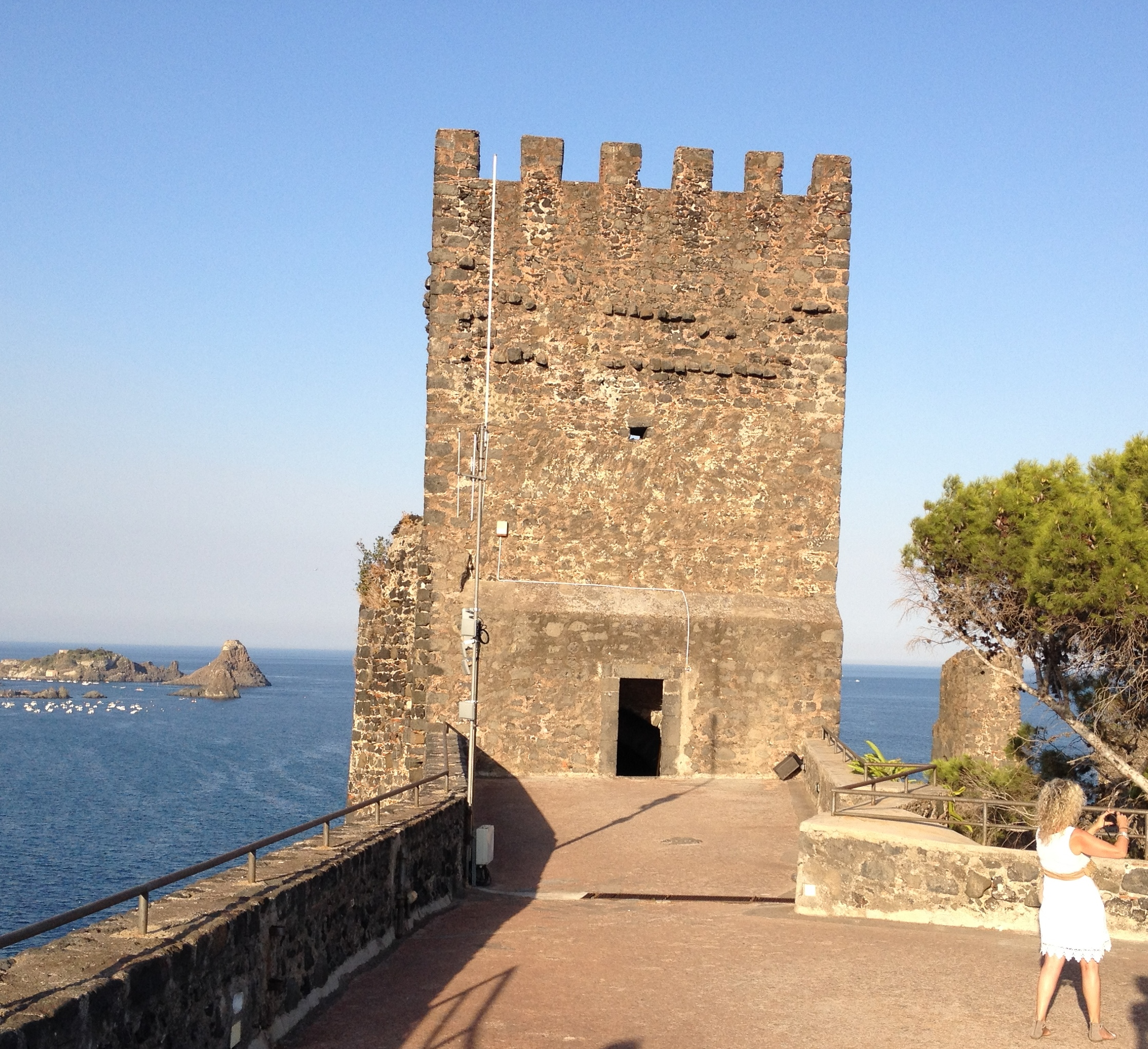
Donjon

### Normané
Počátkem 70. let 11. století s zmocnili většiny Sicílie Normané pod vedením Roberta Guiscarda a Rogera I. Sicilského. V celém regionu byl zaveden feudální systém a začalo se se stavbou hradů. Někdy kolem roku 1078 byl postaven také hrad Aci; rozsáhlá území Sicílie byla udělena biskupům a rytířům. V této souvislosti byl v roce 1092 hrad Aci a okolní území udělen opatovi a biskupovi z Catanie Ansgeriovi († 1124). Panství se skládalo z území současných obcí Aci Castello, Aci Sant'Antonio, Acireale, Aci Catena, Aci Bonaccorsi a Valverde (dříve Aci Valverde). Arabský geograf Al-Idrísí, působící na dvoře Rogera II. Sicilského, popsal ve své knize Tabula Rogeriana zemi Aci jako důležité území.
Dne 17. srpna 1126 přijal na hradě Aci biskup opat Maurizio z Katanie ostatky svaté Agáty, které do své vlasti přivezli z Konstantinopolu rytíři Goselmo a Gisliberto. V části hradu, kde byla pravděpodobně malá kaple, jsou stále viditelné zbytky fresky, připomínající tuto událost. Poté se hrad v roce 1239 vrátil do majetku císaře, když císař Fridrich II. Štaufský sesadil biskupa Waltera z Palearie. V roce 1277 mohla mít obec kolem hradu 1200 obyvatel (platila se daň z 183 komínů).

### Sicilské nešpory a válka s Anjouovci

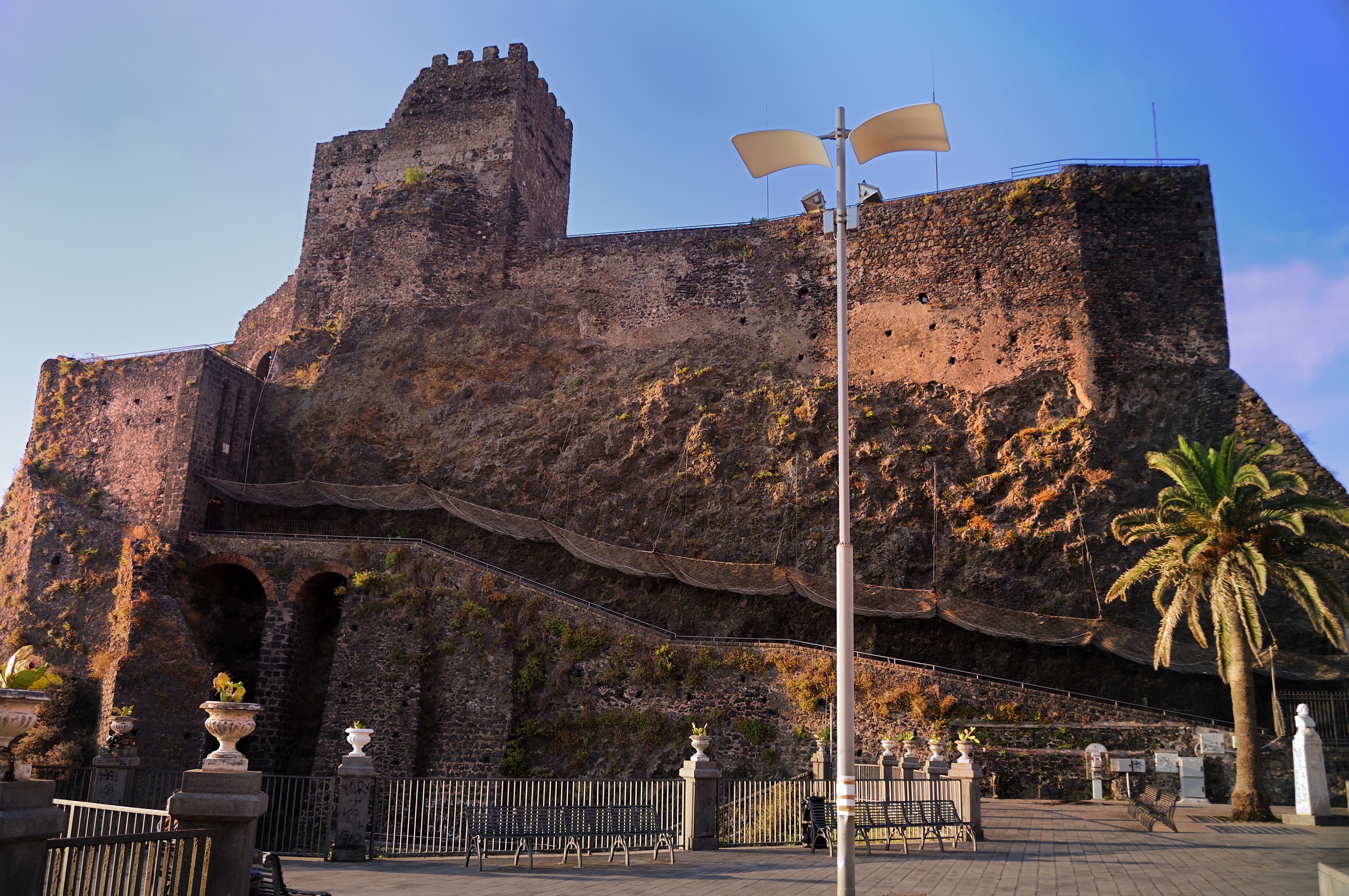
Přístup do hradu

Na konci 13. století, během krátké doby vlády Anjouovců, přešel hrad opět do rukou biskupa z Katánie. Po povstání zvaném Sicilské nešpory, kterého se vesnice zúčastnila, udělil Fridrich III. Sicilský v roce 1297 admirálovi Rogerovi z Laurie kraj Aci. Privilegium stanovilo, že každoročně, v den svaté Agáty, bude platit poplatek třiceti uncí zlata katánskému biskupovi, což se ve skutečnosti nestalo. Bylo to oficiální uznání územní jednotky, tvořené hradem a územím Aci. Po několika letech, když se Roger z Laurie vydal s Anjouovci na výpravu proti Aragonskému království, nechal král Fridrich hrad dobýt pomocí mobilní dřevěné věže zvané „čáp“, čímž pevnost násilím získal zpět do majetku státu. V roce 1320 postoupil Fridrich III. území hradu Aci Blascovi II. Alagonovi, po němž nastoupil jeho syn Artal I. V roce 1326 byl hrad vypleněn vojsky Roberta I. Neapolského, kterým velel Beltrando Del Balzo.
V roce 1329 bylo území kolem Aci opět postiženo zemětřesením a erupcí Etny. V důsledku toho byla severněji založena Aquilia Nuova, počáteční jádro budoucího Acireale. V roce 1353 zemřel na hradě Aci král Ludvík Sicilský ve věku pouhých 17 let. Roku 1354 bylo území Aci zpustošeno a hrad dobyl maršál z rodu Acciajuoliů, kterého poslal na Sicílii Ludovico d'Angiò. V roce 1404 mělo město kolem hradu kolem 2400 obyvatel.

### Poslední baroni a Aci v rukou panovníka

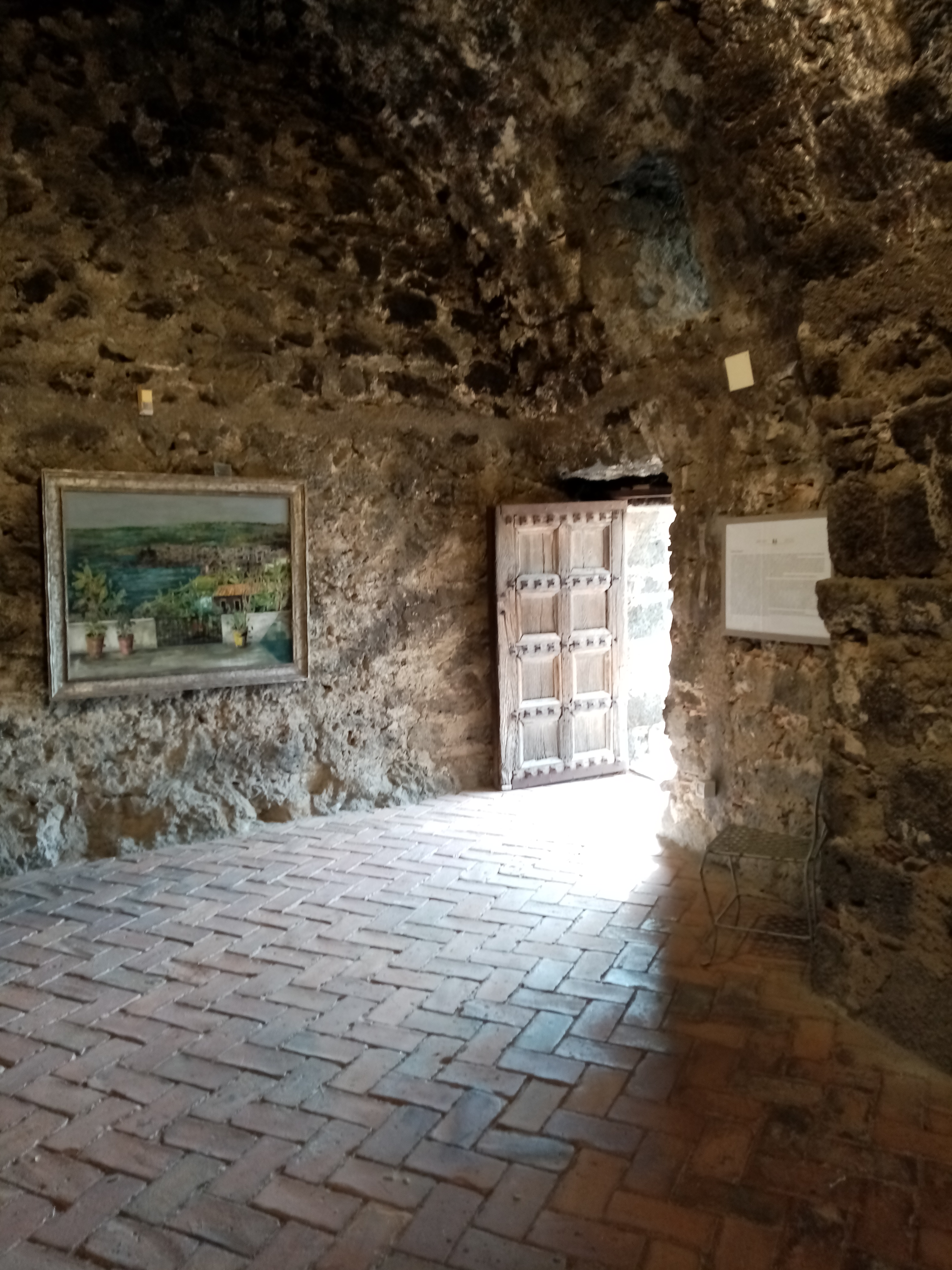
Interiér kaple s Calogerovým obrazem

V roce 1421 získal hrad místokrál Sicílie Ferdinando Velasquez za 10 000 zlatých. To vyvolalo mezi obyvatelstvem vlnu nevole. Aby potlačil nespokojenost obyvatelstva, udělil Velasquez v roce 1422, na příkaz aragonského krále Alfonse V. Aragonského, obci právo uspořádat jarmark bez povinnost odvádět daň, nazvaný Fiera Franca. Ten měl pro ekonomiku oblasti značný význam. Po smrti Dona Velasqueze (1434) připadl hrad opět králi Alfonsovi (1437). V roce 1439 přešel hrad a jeho panství postupně rodinám Platamone, Moncada, Requisens a v roce 1468 na baronům z Mastrantonio. Dne 28. srpna 1528 nabídli obyvatelé částku 20 000 zlatých císaři Karlu V., aby hrad vrátil do královského státního majetku a vykoupil ho z moci baronů. Císař nabídku přijal 5. července 1530, území s hradem vykoupil a potvrdil také privilegium svobodného jarmarku. Na pečeti nového královského území byl obrazem hrad Aci spolu se čedičovými sloupy vystupujícími z moře v sousední vsi Aci Trezza.

### Od 16. století po současnost
V polovině 16. století panství Aci zaniklo. Okolní osady se osamostatnily. Hrad byl proto využíván nejprve jako kasárna a poté jako vězení. V roce 1647 prodal Filip IV. Španělský hrad bankéři Giovannimu Massovi. Poté hrad utrpěl škody při zemětřesení ve Val di Noto 11. ledna 1693. Během bourbonské éry v 19. století se hrad stal městským majetkem. V letech 1967–1969 byl hrad restaurován, a proto je od roku 1985 možné ho navštívit. Muzeum zřízené uvnitř hradu se skládá ze tří expozic: mineralogické, paleolontologické a archeologické.
Rodák z Katánie, spisovatel Giovanni Verga, učinil hrad dějištěm novely Le storie del Castello di Trezza.

## Architektura hradu

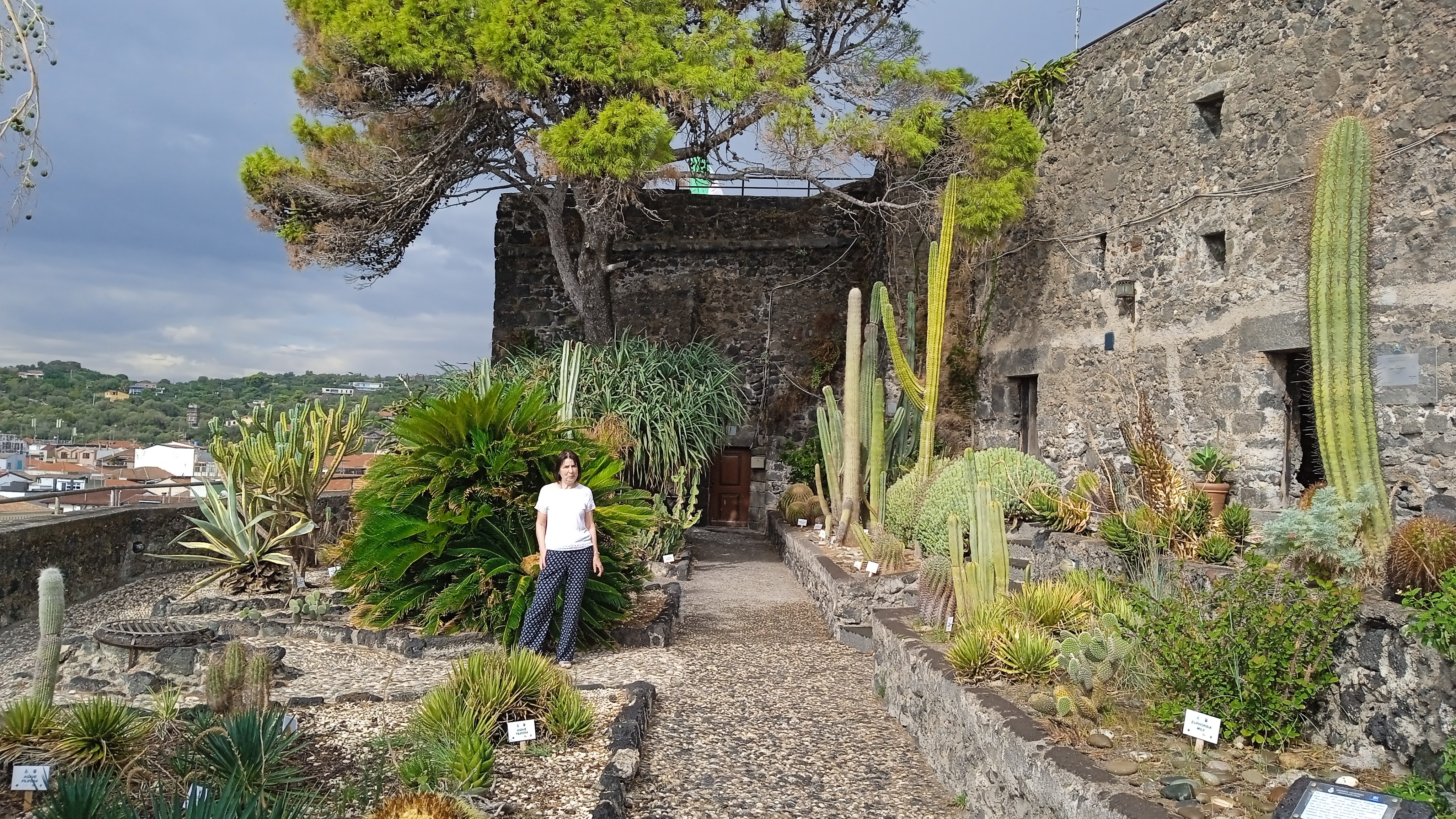
Botanická zahrada

Objekt stojí na ostrohu lávové skály s výhledem na kobaltově modré moře a není přístupný kromě zděného schodiště. Jeho část zabíral dnes již neexistující dřevěný padací most. Uprostřed pevnosti stojí donjon, čtyřhranná obytná věž. Kromě ní zbylo jen několik dalších staveb: brána, v níž jsou zbytky systému padacích mostů, několik různých místností včetně těch, kde sídlí muzeum, a kaple, podle některých autorů už byzantského původu. Na nádvoří je umístěna malá botanická zahrada. Dne 23. května 2012 se obec Aci Castello rozhodla pojmenovat hradní kapli po Jeanu Calogerovi (1922–2001), mezinárodně uznávaném malíři, který svým uměním proslavil sicilskou krajinu. V kapli jsou vystaveny tři jeho olejomalby: „Riviera dei Ciclopi“ (120×95 cm, 1967), „Aci Trezza“ (102×71 cm, 1991) a „Aci Castello“ (60×130 cm, 1967) darované obci malířovou rodinou.